# Rainer Mallebrein
Rainer Mallebrein (* 1933 in Karlsruhe) ist ein deutscher Elektroingenieur, der in den 1960er Jahren  bei Telefunken eine Rollkugelsteuerung ähnlich der späteren Computermaus entwickelte. Üblicherweise gilt Douglas C. Engelbart als Erfinder der Maus.

## Leben
Mallebrein baute mit 19 Jahren seinen ersten Fernsehempfänger. Er arbeitete nach seinem Diplomabschluss als Ingenieur der Nachrichtentechnik 1957 bei Pintsch Electro in Konstanz, das 1958 von der Telefunken AG übernommen wurde. 1960 entwickelte er eine der ersten Videokameras mit Transistoren. Er leitete dort seit 1962 die Gruppe Datenendgeräte für Rechenanlagen. Bei Telefunken befasste er sich unter anderem mit Bandbreitenkompression und Speicherung von Radarsignalen, Fernsehkameras, graphischen Datensichtgeräten für die Flugsicherung und die Wissenschaft und entwickelte ein vollprogrammierbares alphanumerisches Terminal. 1984 bis 1994 war er bei der Firma Hengstler, wo er ein PC-basiertes Personal-Zeiterfassungs- und Managementsystem entwickelte. Er lebt in Singen (Hohentwiel).
Die Rollkugelsteuerung (wie ihre Version der Maus von ihnen genannt wurde) wurde ursprünglich im Rahmen eines Auftrags der Deutschen Flugsicherung entwickelt (um 1965), um Positionen von Flugzeugen auf Radarbildschirmen zu markieren. Sie kam dort aber nicht zum Einsatz (da man dort wie in den USA einen Trackball verwendete), sondern als Peripheriegerät des Großrechners von Telefunken, dem 1969 auf den Markt gekommenen TR 440. Das war auch die erste Maus, die kommerziell auf den Markt kam. Die Idee veröffentlichten sie in einer Telefunken-Zeitschrift schon zwei Monate (am 1. Oktober) vor Douglas Engelbarts Vorstellung einer Maus auf einer Konferenz am 9. Dezember 1968. Es erfolgte auch eine Patentanmeldung, das Patentamt sah aber zu geringe Erfindungshöhe. Im Gegensatz dazu erteilte das US-Patentamt im November 1970 Engelbart ein US-Patent. Engelbart publizierte schon vor seiner Patentanmeldung (21. Juni 1967) im März 1967 darüber in einer Fachzeitschrift. Die Bewegung der Kugel wurde von elektronischen Drehgebern aufgezeichnet und die Technik wurde aus dem Trackball übernommen. Da nur 46 Exemplare des TR 440 gebaut wurden, und auch nicht alle mit Rollkugelsteuerung ausgerüstet waren (sie kostete damals 1500 DM), ist die Rollkugelsteuerung ziemlich selten. Ein Exemplar findet sich im Heinz Nixdorf MuseumsForum. Die Priorität kam durch Nachforschungen des Wissenschaftshistorikers Ralf Bülow 2009 zum Vorschein. Eine Maus hatte der Xerox Alto (1973), ihren Siegeszug feierte sie aber erst 1984 mit dem Apple Macintosh. Die erste Firma, die eine Maus auf den Markt brachte, war aber 1969 Telefunken.
Das Team von Mallebrein entwickelte 1970/71 auch einen Vorläufer des Touchscreen, die sie Touchinput-Einrichtung nannten. Dazu verwendeten sie eine Glasscheibe mit durchsichtigen Leiterbahnen vor dem eigentlichen Bildschirm.